# WRC 4: FIA World Rally Championship
WRC 4: FIA World Rally Championship — официальная гоночная игра сезона чемпионата мира по ралли 2013 года. Последняя игра серии, разработанная Milestone S.r.l.. WRC 4: FIA World Rally Championship была выпущена в Европе 25 октября 2013 года.
В отличие от прошлой игры серии, в WRC 4 нет Ралли Новой Зеландии, а трассы Ралли Германии и Ралли Мексики были обновлены.

## Критика
WRC 4 получила смешанные отзывы критиков; средний балл игры на ПК, Xbox 360 и PS3 на Metacritic составил 64/100, 62/100 и 63/100 соответственно. Игра заняла 21-е место в чартах продаж Великобритании.

## Рекомендации
1. 1 2 3 4 5  Steam — 2003.
2. ↑  WRC 4: FIA World Rally Championship for PC Reviews (англ.). Metacritic. CBS Interactive. Дата обращения: 12 ноября 2020. Архивировано 26 июня 2020 года.
3. ↑  WRC 4: FIA World Rally Championship for Xbox 360 Reviews (англ.). Metacritic. CBS Interactive. Дата обращения: 12 ноября 2020. Архивировано 24 июня 2021 года.
4. ↑  WRC 4: FIA World Rally Championship for PlayStation 3 Reviews. Metacritic. CBS Interactive. Дата обращения: 12 ноября 2020. Архивировано 25 февраля 2021 года.
5. ↑  TOP 30 SONY PLAYSTATION 3 (FULL PRICE), WEEK ENDING 26 October 2013. Дата обращения: 24 августа 2015. Архивировано из оригинала 4 марта 2016 года.